# 東急リバブル
東急リバブル株式会社（とうきゅうリバブル、英: TOKYU LIVABLE, INC.）は、東京都渋谷区道玄坂に本社を置く、東急グループの不動産会社。

## 概要
東急や東急不動産などグループ各社をはじめとする不動産会社からの新築販売受託業や不動産仲介業を中心に、不動産ソリューション事業や自社ブランドによる分譲マンションの企画販売も行っている。TOKYUポイント加盟店。
2013年10月、東急不動産グループの持株会社体制移行に伴い、東急不動産ホールディングス株式会社の完全子会社となった。

## 沿革
- 1972年　東急不動産の100％子会社として、株式会社エリアサービスを設立。
- 1978年　東急不動産地域サービス株式会社に商号変更。東急の仲介「青い空」を仲介ブランドとして制定。
- 1987年　東急不動産近畿地域サービス株式会社と合併、関西支社を開設。
- 1988年　東急リバブル株式会社に商号変更、ブランド名も「リバブル」に再制定。
- 1999年　東京証券取引所市場第二部に株式上場。
- 2001年　東京証券取引所市場第一部に指定。
- 2002年　ソリューション事業本部を設置。
- 2012年　中古住宅検査・保証制度「あんしん仲介保証」サービスを開始。
- 2013年　東急不動産株式会社・株式会社東急コミュニティーと共同株式移転を行い、東急不動産ホールディングス株式会社を設立、その完全子会社となる。東京証券取引所上場廃止。
- 2015年　香港支店を開設。
- 2016年　ルジェンテ事業本部（現アセット事業本部）を設置。建物検査・住宅設備検査を行う新会社「ファーストインスペクションサービス株式会社」を設立。
- 2017年　都心ハイグレードマンションの仲介に特化した「GRANTACT（グランタクト）」誕生。
- 2018年　米国に現地法人を設立。米国の不動産販売事業をスタート。
- 2020年　ウェルスアドバイザリー本部を設置。
- 2021年　全国のリバブルネットワーク200拠点超。
- 2022年　創立50周年を迎える。また、同年9月には新スローガン「つなぐ。答えへ。未来へ。」制定と共にコーポレートロゴを刷新した[2]。これに伴い、新イメージキャラクターとして、岡田准一を起用。
- 2023年　売買仲介取扱高が業界日本一へ。

## 子会社
- 東急リバブルスタッフ
- リバブルアセットマネジメント
- 東急房地産股份有限公司（台湾）
- Tokyu Livable US, Inc.
- Tokyu Livable Texas Investment Advisors, LLC